# Рязанка (Сокольский район)
Рязанка — деревня в Сокольском районе Вологодской области.
Входит в состав Архангельского сельского поселения, с точки зрения административно-территориального деления — в Архангельский сельсовет.
Расстояние по автодороге до районного центра Сокола — 10 км, до центра муниципального образования Архангельского — 5 км. Ближайшие населённые пункты — Шитробово, Грибаново, Перевоз, Малый Кривец, Большой Кривец.
По переписи 2002 года население — 37 человек (13 мужчин, 24 женщины). Преобладающая национальность — русские (97 %).